# 솔빗

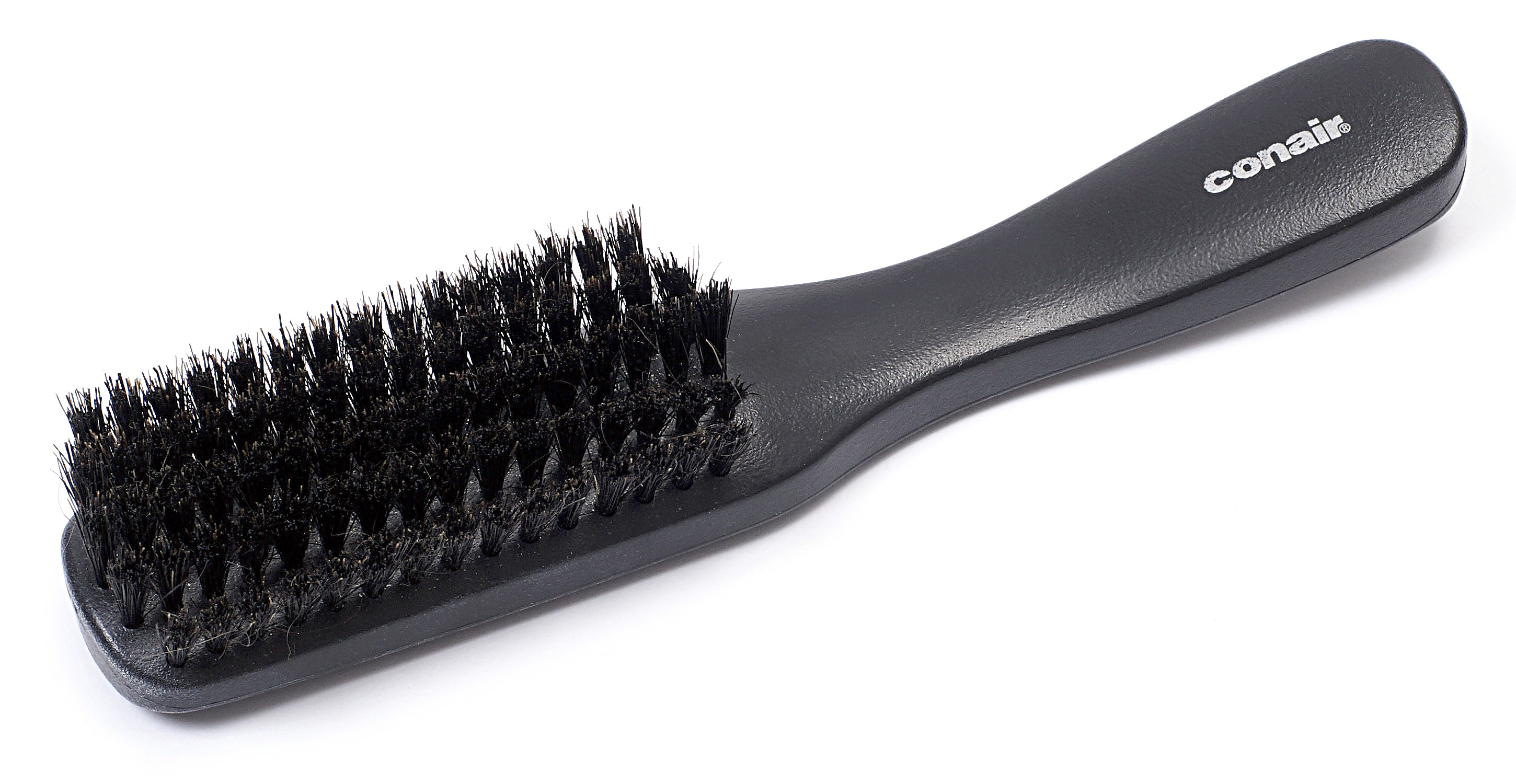
솔빗

솔빗은 솔처럼 생긴 빗이다. 머릿솔이라고도 부른다.
솔빗은 사람의 머리카락을 매끄럽게 하고, 스타일링하고, 엉킨 부분을 풀거나 동물의 털을 손질하기 위해 모발 관리에 사용되는 단단하거나 부드러운 솔이 있는 손잡이형 브러시이다. 고데기나 헤어드라이어와 함께 스타일링에도 사용할 수 있다.
평평한 솔빗은 일반적으로 수면이나 샤워 후와 같이 엉킨 머리카락을 풀기 위해 사용된다. 둥근 솔빗은 특히 전문 스타일리스트가 헤어드라이어를 사용하여 스타일링하고 머리를 컬링하는 데 사용할 수 있다. 패들(paddle)형 솔빗은 머리카락을 곧게 펴고 날아가는 머리카락을 길들이는 데 사용된다. 가늘고 부드러운 모발을 가진 아기의 경우 강모 소재가 단단하기 때문에 적합하지 않은 경우가 많다. 대신 일부 합성 물질과 말/염소 털 강모가 사용된다.

## 같이 보기
- 빗
- 헤어 드라이어
- 헤어 아이언